# Carnevale di sangue
Carnevale di sangue (The Stronger Vow) è un film muto del 1919 diretto da Reginald Barker. Gli interpreti erano Geraldine Farrar e Milton Sills.

## Trama
Durante il Carnevale di Pasqua, Dolores de Cordova si lascia corteggiare da Juan Estudillo, senza sapere che il suo ammiratore appartiene a una famiglia nemica della sua da generazioni. Pedro Toral, il cugino di Dolores, uccide il fratello della giovane e lascia sul corpo del morto un fazzoletto che appartiene a Juan. Dolores, sconvolta dal dolore, giura di vendicare la morte del fratello.
Qualche tempo dopo, a Parigi dove è andata a vivere con la zia, Dolores incontra nuovamente Juan che, al servizio del re, è stato nominato marchese. I due si sposano. Ma, dopo il pranzo di nozze, Pedro - per vendicarsi di lei che lo ha respinto - le rivela che l'assassino del fratello è proprio suo marito. Poi la rapisce e la porta nel suo nascondiglio, un locale di Apache, dove lui è alla testa di una banda di anarchici. Bibi Leroux, un Apache la cui sorella era stata sedotta da Pedro, avvisa la polizia che giunge sul posto proprio mentre Dolores sta per pugnalare Juan, credendo a quello che le ha raccontato il cugino. Bibi spara a Pedro e scagiona Juan, raccontando la verità sull'omicidio commesso in realtà dal malvagio Pedro.

## Produzione
Il film fu prodotto da Samuel Goldwyn per la Diva Pictures (la compagnia di Geraldine Farrar) e la Goldwyn Pictures Corporation e venne girato nel New Jersey.

## Distribuzione
Il copyright del film, richiesto dalla Diva Pictures, Inc., fu registrato il 16 aprile 1919 con il numero LP13613.
il film uscì nelle sale, distribuito dalla Goldwyn Distributing Company, il 27 aprile 1919. In Italia uscì nel 1925.
Non si conoscono copie ancora esistenti della pellicola che viene considerata presumibilmente perduta.